# Pteris changjiangensis
Pteris changjiangensis là một loài dương xỉ trong họ Pteridaceae. Loài này được X.L. Zheng & F.W. Xing mô tả khoa học đầu tiên năm 2010.
Danh pháp khoa học của loài này chưa được làm sáng tỏ. 